# Poitiers-i Vilmos
Poitiers-i Vilmos (franciául: Guillaume de Poitiers) (Préaux, 1020 körül – 1090 körül) normann lovag, tudós, pap és történetíró volt. 

## Pályafutása
Neves családban született Normandiában 1020 körül. Egyik testvére apácafőnök volt a Préaux-i zárdában. 1040 körül Poitiers-ben kezdett tanulmányokat, innen származik a vezetékneve. Később lovag lett, részt vett több csatában, majd I. Vilmos angol király káplánja lett. Hugó, Lisieux püspöke katedrálisába hívta, és főesperesnek nevezte ki. Hugót Gilbert követte a püspöki székben, aki egy tudományos társaságot alapított, amely csillagászati és matematikai problémákkal foglalkozott. Vilmos korának egyik kiemelkedő tudású embere volt, aki ismerte a görög és latin szerzők munkáit. Orderic Vitalistól tudni, hogy tehetséges verselő volt és a poétika művészetét is tanította.
Fő műve a Gesta Guilelmi II, ducis Normannorum, regis Anglorum I, amely Hódító Vilmos életét mutatja be. Ez a szöveg egyetlen roncsolt kéziratban maradt fenn, amelyet a British Museum őriz. A könyv 1047-től 1068-ig követi az első angol király életét. A szöveg Poitiers-i Vilmos személyes visszaemlékezésein, Saint-Quentin-i Dudonnak a normann udvarról írott könyvén, elveszett évkönyveken és személyes „interjúkon” alapul. A könyv 1047 előtti és 1068 utáni részei elvesztek. Orderic Vitalis szerint a könyv beszámolója 1071-ig folytatódott.